# 佐波伊勢崎農業協同組合
佐波伊勢崎農業協同組合（さわいせさきのうぎょうきょうどうくみあい）とは、群馬県伊勢崎市連取町に本店を置き、伊勢崎市と佐波郡玉村町で事業を行なっている農業協同組合である。愛称はJA佐波伊勢崎。1993年（平成5年）3月1日に伊勢崎市、佐波東村、群馬境町、玉村町の各農協が合併し、平成22年赤堀町農協と第二次合併をした。

## 事業概要
- 貯金高1,511億8,274万円
- 貸出金418億178万円
- 共済保有高5,394億8,539万円
- 購買品供給高49億5,816万円
- 受託販売品取扱実績116億6,317万円

## 沿革
- 1993年3月1日 - 伊勢崎市農業協同組合、佐波東村農業協同組合、群馬境町農業協同組合、玉村町農業協同組合の合併により、佐波伊勢崎農業協同組合が発足。群馬県内JA規模第3位。本所のほか16支所、4営農センター、4直売所、2自動車センター、2農機具センター、2葬祭ホールなどがあった。
- 2009年4月27日 - JA赤堀町との合併を決議。存続組合はJA佐波伊勢崎。
- 2010年3月1日 - JA赤堀町と合併。
- 2011年4月25日 - みさと、いせさき、うえはす支所を統合、北支店を新設。
- 2011年12月12日 - とようけ、なわ、さんのうどう支所を統合、南支店を新設。
- 2012年9月10日 - うねめ、ごうし、さかい、しまむら支所を統合、さかい支店を新設。
- 2013年3月25日 - もろ支所を新築移転、中央支店に名称変更。

## 支店
- JA佐波伊勢崎本店（伊勢崎市連取町）
- 北支店（伊勢崎市寿町）
- 中央支店（伊勢崎市南千木町）
- 南支店（伊勢崎市除ヶ町）
- みやごう支店（伊勢崎市田中島町）
- あずま支店（伊勢崎市田部井町）
- さかい支店（伊勢崎市境新栄）
- あかぼり支店（伊勢崎市市場町）
- たまむら支店（佐波郡玉村町大字下新田）

## 農畜産物直売所
- ファーズマーケット からかーぜ（伊勢崎市田中町）
  - 北関東最大級の農畜産物直売所として2010年10月16日オープン
- あずま店（伊勢崎市東町）
- からかーぜ"まゆの里"店（伊勢崎市境百々）
- あかぼり店（伊勢崎市市場町）
- からかーぜたまむら店（佐波郡玉村町下新田）